# トラビス・デンカー
トラビス・ノートン・デンカー（Travis Norton Denker, 1985年8月5日 - ）は、アメリカ合衆国・カリフォルニア州オレンジ郡ファウンテンバレー出身の元プロ野球選手（内野手）。右投右打。

## 経歴

### プロ入りとドジャース傘下時代
2003年のMLBドラフト21巡目（全体631位）でロサンゼルス・ドジャースから指名され、プロ入り。
2004年はパイオニアリーグのルーキー級オグデン・ラプターズでプレーした。
2007年はA+級インランド・エンパイア・シックスティシクサーズでプレーした。

### ジャイアンツ時代
2007年8月9日にマーク・スウィーニーとのトレードで、サンフランシスコ・ジャイアンツへ移籍した。
2008年5月12日にメジャーに昇格した。5月25日のフロリダ・マーリンズ（現：マイアミ・マーリンズ）戦でメジャー初安打を放った。6月3日のニューヨーク・メッツ戦では、スコット・ショーエンワイスからメジャー初本塁打を記録した。

### パドレス傘下時代
2008年10月10日にウェイバーでサンディエゴ・パドレスへ移籍した。傘下のAA級サンアントニオ・ミッションズで1試合だけプレーした。

### レッドソックス傘下時代
2009年4月14日にウェイバーでボストン・レッドソックスへ移籍した。傘下のAAA級ポータケット・レッドソックスで117試合に出場した。

### マリナーズ傘下時代
2010年はシアトル・マリナーズとマイナー契約を結んだ。開幕から傘下のAAA級タコマ・レイニアーズで7試合に出場していたが、4月24日に放出された。

### 2度目のドジャース傘下時代
2010年5月4日にドジャースとマイナー契約を結んだ。この年ドジャース傘下ではA+級インランド・エンパイアで74試合、AA級チャタヌーガ・ルックアウツで16試合、AAAのアルバカーキ・アイソトープスで13試合に出場した。
2012年7月27日に自由契約となった。

### 独立リーグ及びメキシカンリーグ時代
2012年8月4日に独立リーグ・アトランティックリーグのランカスター・バーンストーマーズと契約を結び、翌2013年までプレーした。
2014年は独立リーグ・アメリカン・アソシエーションのラレド・リーマーズでプレーした。
2015年はメキシカンリーグのレイノサ・ブロンコスと契約し、110試合に出場して打率.264、10本塁打、70打点の成績を残したが、8月にリリースされた。その後は再びラレド・リーマーズでプレーした。

### ダイヤモンドバックス傘下時代
2016年6月11日にアリゾナ・ダイヤモンドバックスとマイナー契約を結んだ。傘下のAA級モービル・ベイベアーズでプレーし、68試合に出場して打率.303・13本塁打・36打点の成績を残した。オフの11月7日にFAとなったが、22日にマイナー契約で再契約した。2017年11月6日にFAとなった。

### 現役引退後
2018年にアリゾナ・ダイヤモンドバックス傘下A+級バイセイリア・ローハイドの打撃コーチに就任し、2019年まで務めた。2021年から2022年までは傘下AA級アマリロ・ソッドプードルズの打撃コーチを務め、2023年からは傘下AAA級リノ・エーシズの打撃コーチ。

## 詳細情報

### 年度別打撃成績
| 年 度    | 球 団    | 試 合 | 打 席 | 打 数 | 得 点 | 安 打 | 二 塁 打 | 三 塁 打 | 本 塁 打 | 塁 打 | 打 点 | 盗 塁 | 盗 塁 死 | 犠 打 | 犠 飛 | 四 球 | 敬 遠 | 死 球 | 三 振 | 併 殺 打 | 打 率 | 出 塁 率 | 長 打 率 | O P S |
| -------- | -------- | ----- | ----- | ----- | ----- | ----- | -------- | -------- | -------- | ----- | ----- | ----- | -------- | ----- | ----- | ----- | ----- | ----- | ----- | -------- | ----- | -------- | -------- | ----- |
| 2008     | SF       | 24    | 42    | 37    | 6     | 9     | 4        | 1        | 1        | 18    | 3     | 0     | 0        | 0     | 0     | 5     | 0     | 0     | 10    | 0        | .243  | .333     | .486     | .820  |
| 通算:1年 | 通算:1年 | 24    | 42    | 37    | 6     | 9     | 4        | 1        | 1        | 18    | 3     | 0     | 0        | 0     | 0     | 5     | 0     | 0     | 10    | 0        | .243  | .333     | .486     | .820  |

### 背番号
- 28（2008年）